# Центральна школа сценічної мови та драматичного мистецтва
Центральна школа сценічної мови та драматичного мистецтва (англ. Central School of Speech and Drama) — вищий державний театральний навчальний заклад у Лондоні, Велика Британія. Заснований у 1906 році. У 2006 році навчальний заклад став структурним підрозділом Лондонського університету.

## Видатні випускники
- Джуді Денч
- Лоуренс Олів'є
- Ванесса Редґрейв
- Вірджинія Маккенна
- Гарольд Пінтер
- Джулі Крісті
- Баррі Еванс

1. ↑  https://www.ucu.org.uk/article/13538/UCU-branches-in-JNCHES-2024-25